# Nam ngiao
Nam ngiao (tiếng Thái: น้ำเงี้ยว, phát âm [ná(ː)m ŋía̯w]) hoặc nam ngio (tiếng Thái: น้ำงิ้ว, phát âm [ná(ː)m ŋíw]) là một món xúp hoặc cà ri mì sợi trong ẩm thực của người Tai Yai, tộc người sống ở phía đông bắc Miến Điện, phía tây nam của tỉnh Vân Nam, Trung Quốc và ở miền bắc Thái Lan, chủ yếu ở tỉnh Mae Hong Son. Món ăn đã trở nên nổi tiếng qua nền ẩm thực miền Bắc Thái Lan. Nam ngiao có vị cay và thơm đặc trưng.